# Festa Nacional do Porco no Rolete
A Festa Nacional do Porco no Rolete é um evento gastronômico que ocorre anualmente no município brasileiro de Toledo, no estado do Paraná.

## Histórico
O porco no rolete é um prato típico brasileiro, assado inteiro, girando sobre fogo ou brasas. Conta-se que a festa foi criada a partir de uma aposta entre amigos, no ano de 1974.
O evento cresceu e projetou o município nacionalmente. Suas edições ocorrem no Clube Caça e Pesca de Toledo, atraindo milhares de participantes.

## Patrimônio
A festa é um patrimônio cultural imaterial do Município de Toledo, instituído pelo Decreto nº 186, de 22 de setembro de 2013. As autoridades locais e os organizadores do evento buscam registrá-la como patrimônio cultural imaterial do Estado do Paraná e obter o registro no Instituto do Patrimônio Histórico e Artístico Nacional (IPHAN).